# Onfroi II de Bohun
Onfroi II de Bohun también Onfroi el Grande (Humphrey, c. 1080-1129) fue un noble anglonormando, segundo señor de Tatterford (Norfolk), sheriff de Wiltshire y primer barón de Trowbridge por su matrimonio jure uxoris con Matilde [Maud] de Salisbury, hija de Eduardo de Salisbury (Eduardo de Évreux, m. 1130). Era hijo de Onfroi el Barbudo, señor de Bohun en La Mancha, primer referente de la familia de Bohun. Todas las fuentes consultadas coinciden que fue «el fundador de las fortunas de su familia». Su apodo el Grande hace referencia a su prolífica actividad política y beneficio del favor del rey Guillermo Rufus, así como su presencia en diversos documentos de Enrique I de Inglaterra y actividad en Inglaterra (1103-1109), Avranches (1113) y Ruán (1119) en Normandía, luego Inglaterra de nuevo (1121), de vuelta a Ruán (1125) y de vuelta a Inglaterra (1128). Fue portador del estandarte real en la batalla de Brémule en 1120 que enfrentó a Enrique I de Inglaterra con Luis VI de Francia.

## Herencia
De su matrimonio, por orden de Guillermo Rufus, con Matilde [Maud] de Salisbury y Évreux (c. 1093-1142),  nacieron varios hijos:
- Humphrey III de Bohun (c. 1120-1187), señor de Hereford. Marido de Margaret de Hereford;
- Maud [Matilda] de Bohun (c. 1118-?).